# Antarcturus multispinis
Antarcturus multispinis är en kräftdjursart som först beskrevs av Benedict 1898.  Antarcturus multispinis ingår i släktet Antarcturus och familjen Antarcturidae. Inga underarter finns listade i Catalogue of Life.